# Katolička crkva u Križanima
Crkva u Križanima kod Tuzle je rimokatolička crkva. Filijalna je crkva tuzlanske samostanske župe sv. Petra i Pavla.

## Povijest
Izgrađena je 1971., a zvonik je dograđen 1990. godine.